# Једанаеста заповијед
„Једанаеста заповијед“ је југословенски филм из 1970. године. Режирао га је Ванча Кљаковић, а сценарио су писали Маријан Арханић и Даворин Стипетић.

## Улоге
| Глумац           | Улога                  |
| ---------------- | ---------------------- |
| Драгомир Бојанић | Драч Вуковић - инжењер |
| Весна Малохоџић  | Корана Хорват          |

## Награде
Весна Малохоџић је за улогу у филму добила следеће награде
- Диплома жирија на Филмском фестивалу у Пули
- Награда за деби у Нишу
- Златна чивија за најбољу женску улогу

Ванча Кљаковић
- Златни вјенац ревије Студио за најбољи деби.[2][3]